# NGC 7503
NGC 7503 (również PGC 70628) – galaktyka eliptyczna (E2), znajdująca się w gwiazdozbiorze Ryb. Odkrył ją Albert Marth 2 września 1864 roku. Jest to najjaśniejsza galaktyka klastra.
W galaktyce tej zaobserwowano supernową SN 2001ic.